# 쿠폰

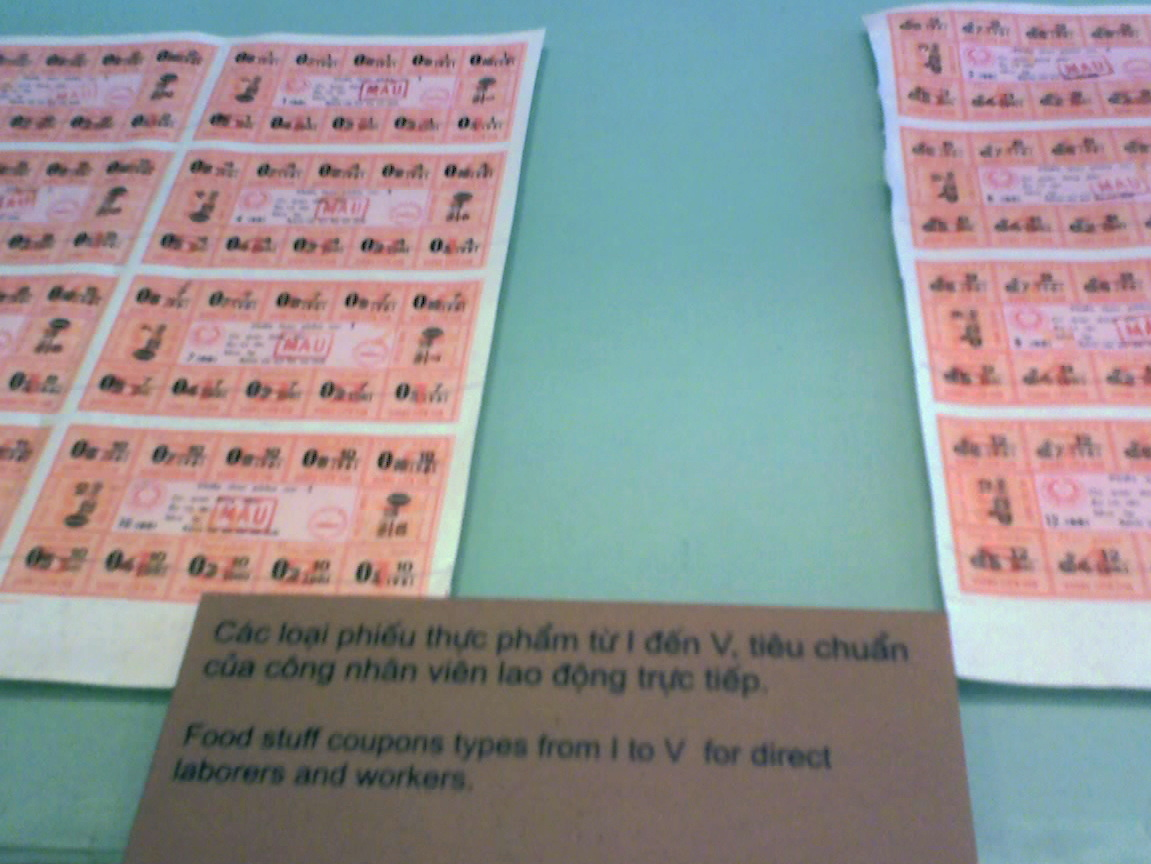
음식 쿠폰 (베트남)

쿠폰(coupon)은 마케팅의 한 종류로, 어떠한 서비스나 상품을 무료로 또는 할인된 가격으로 제공받을 수 있는 우대권 또는 할인권이다. 쿠폰의 시작은 코카콜라 회사로 알려져 있다.
관례적으로 쿠폰은 소매점에서 판매 프로모션의 일환으로 사용하기 위해 소비재 포장재 제조업체나 소매업체에서 발행한다. 이는 우편물, 쿠폰 봉투, 잡지, 신문, 인터넷(소셜 미디어, 이메일 뉴스레터)을 통해, 소매점에서 직접, 휴대폰과 같은 모바일 장치를 통해 널리 배포되는 경우가 많다.
뉴욕타임스는 가구당 "900개 이상의 제조업체 쿠폰이 배포됐다"고 보도했으며, "미국 농무부는 5개 가구 중 4가구가 쿠폰을 사용하는 것으로 추산한다. 받은 쿠폰 중 '약 4%'만이 상환됐다"고 보도했다. 가격 경쟁이 치열한 지역 시장을 선택적으로 타겟팅한다.
대부분의 쿠폰에는 만료 날짜가 있지만, 해외에 있는 미군 특사는 만료 날짜로부터 최대 6개월 동안 제조업체의 쿠폰을 존중한다.

## 용어
이 단어는 프랑스어에서 유래되었으며 [kupɔ̃]로 발음된다. 영국, 미국, 캐나다에서는 /ˈkuːpɒn/(쿠폰)으로 발음된다. 일반적인 대체 미국 발음은 /ˈkjuːpɒn/(큐폰)이다.

## 같이 보기
- 상품권